# Blechnum spicant
El lonchite (Blechnum spicant)  es una especie de helecho de la familia  Blechnaceae.

## Descripción
Hierba perenne rizomatosa, con rizoma oblicuo o erecto cubierto de escamas. Frondes de 15-50 cm persistentes formando fascículos de dos tipos, fértiles y estériles, con peciolo mucho más corto que el limbo y limbo una vez pinnadamente dividido (pinnatífido); los estériles (trofófilos) con divisiones (pinnas) oblongas o linear-oblongas, subagudas; las fértiles (esporófilos) con pinnas más estrechas, lineares. Esporangios reunidos en grupos (soros), dispuestos linearmente a ambos lados del nervio principal de las pinnas de las frondes fértiles, cubriendo prácticamente todo el envés de las mismas, produciendo un solo tipo de esporas (isospóreos) cubiertos de una membrana linear (indusio) bien desarrollada.

## Distribución y hábitat
Eurosiberiano. Bosques ribereños húmedos y sombríos. Taludes rezumantes más o menos umbríos. Esporula desde la primavera y en verano.

## Taxonomía
Blechnum spicant fue descrita por (Carlos Linneo) Sm. y publicado en Mémoires de l'Academie Royale des Sciences 5: 411. 1793.
Sinonimia
- Acrostichum spicant (L.) Willd.
- Asplenium spicant Bernh.
- Blechnum spicant var. elongata B. Boivin
- Lomaria spicant (L.) Desv.
- Lomaria spicant var. elongata Hook.
- Lomaria spicant f. serrulatum Clute
- Onoclea spicant Hoffm.
- Osmunda spicant L.	basónimo
- Struthiopteris spicant (L.) F.W. Weiss[3]